# Nicolaus von Below

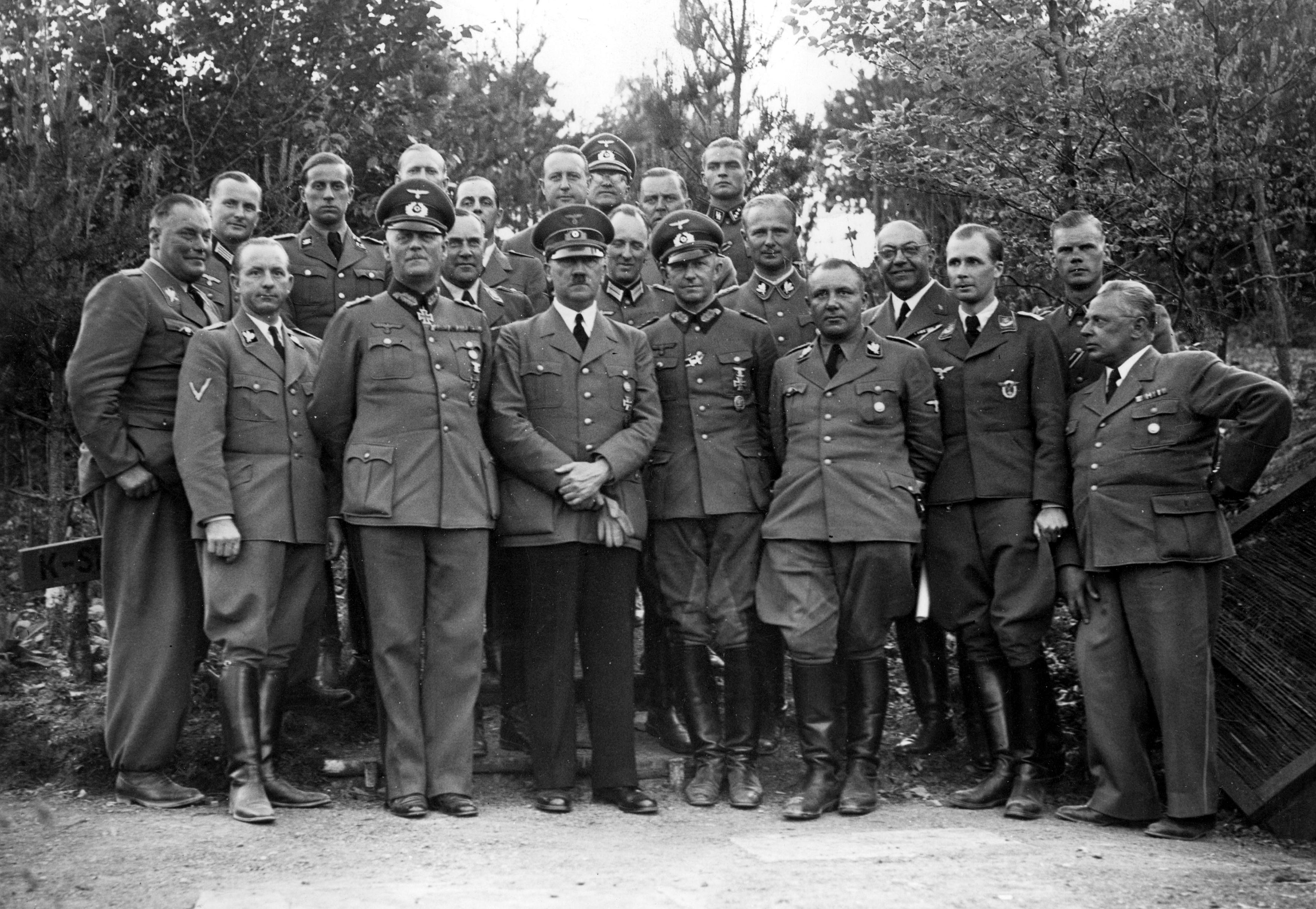
Nicolaus von Below (segon des de la dreta, primera fila) amb Hitler el 1940 i el seu personal

Nicolaus von Below (20 de setembre de 1907 † 24 de juliol de 1983) va ser un oficial de la Força Aèria Alemanya (Luftwaffe) abans i durant la Segona Guerra Mundial.
Nascut a Anklam, Província de Pommerània, fou part de l'aristocràcia alemanya. El seu pare era Gunther von Below i la seva mare, Mathilde von Below.
Es va casar amb Maria Kühn (n. 12 de setembre de 1918 † el 1938), a Magdeburg, filla de Barbara i Stephan Kühn Bennecke.
Fou oficial en representació de la Luftwaffe amb el Führer des de 1937 fins a 1945, va passar molt temps amb Hitler malgrat la desconfiança que sentien per ell els membres de l'aristocràcia. Entre Nadal i Any Nou de 1944, Hitler va dir a Below que la guerra era impossible de guanyar, els aliats eren massa fortes. Però que la culpa era dels traïdors, sempre pensant en la trama del 20 de juliol de 1944.
El 12 d'abril de 1945, va ser convidat per Albert Speer per assistir a l'última actuació de la Filharmònica de Berlín abans que la ciutat fos assetjada per l'Exèrcit Roig.
Durant l'atac final contra Berlín s'amagà en el Führerbunker, però el deixa almenys una vegada, d'Eva Braun escriuria " era encantadora i servicial i no va manifestar cap signe de debilitat fins a l'últim moment".
El 29 d'abril, després del casament de Hitler i Braun, va ser un testimoni "no oficial" de la darrera voluntat i testament d'Adolf Hitler. era el 30 d'abril de 1945.
Després de la guerra, va escriure les seves memòries del seu servei a la Luftwaffe i Hitler: L'ajudant de Hitler 1937-19454.
Va morir a Detmold, Alemanya el 1983.